# Long Newnton
Long Newnton è un villaggio e parrocchia civile dell'Inghilterra, appartenente alla contea del Gloucestershire.